# For Better, for Worse (1919)
For Better, for Worse is een Amerikaanse dramafilm uit 1919 onder regie van Cecil B. DeMille. Destijds werd de film in Nederland uitgebracht onder de titel Uit den doode herrezen.

## Verhaal
Dokter Edward Meade en zijn vriend Richard Burton zijn allebei verliefd op Sylvia Norcross. Ze nemen beiden dienst in het leger, maar Edward blijft uiteindelijk achter om te zorgen voor misvormde kinderen. Sylvia vindt dat hij laf is en ze trouwt met Richard. Wanneer Richard dood wordt gewaand, staat Sylvia op het punt om te hertrouwen met Edward. Dan keert de verminkte Richard terug naar huis.

## Rolverdeling
| Acteur           | Personage           |
| ---------------- | ------------------- |
| Elliott Dexter   | Dr. Edward Meade    |
| Tom Forman       | Richard Burton      |
| Gloria Swanson   | Sylvia Norcross     |
| Sylvia Ashton    | Tante van Sylvia    |
| Raymond Hatton   | Bud                 |
| Theodore Roberts | Ziekenhuisdirecteur |
| Wanda Hawley     | Betty Hoyt          |
| Winter Hall      | Dokter              |
| Jack Holt        | Kruisvaarder        |
| Fred Huntley     | Koloniale soldaat   |